# Eishaus (Wasserbau)
Ein Eishaus bezeichnet im Wasserbau einen Bau- oder Bestandteil einer Wassermühle.

## Beschreibung

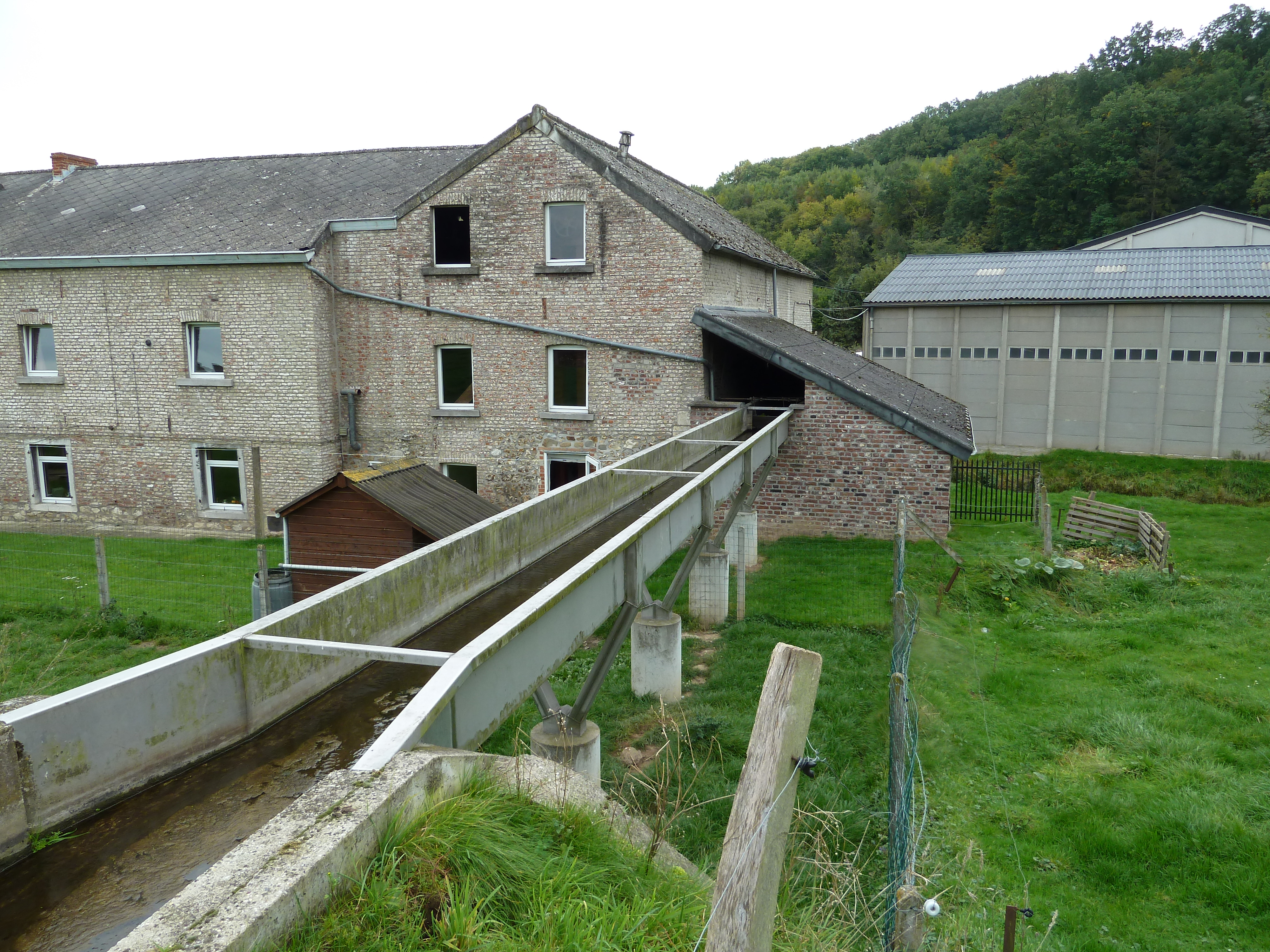
Mühlgraben als Zulauf zu einem ummauerten Eishaus in den Niederlanden

Der Begriff hat im deutschen Sprachraum eine unterschiedlich Bedeutung.
Ein Eishaus ist ein ummauerter oder aus Brettern errichteter und überdachter Anbau oder ein Raum einer Mühle, in dem sich das Wasserrad zum Schutz gegen Frost untergebracht ist. Diese Bauweise erklärt auch die Bezeichnung.
Im Bergischen Land bezeichnet ein Eishaus den unmittelbaren Zulauf aus dem Stauteich oder, so die Mühle nicht direkt am Teich steht, durch den Eishausgraben zu einem oder mehreren überwiegend oberschlächtigen Wasserrädern. Es kann aus Holzbohlen, Naturstein- oder in neuerer Zeit auch Betonplatten, Stahl/Gusseisen oder einer Kombination dieser Baustoffe bestehen. Es werden hierbei die Begriffe Schalt, Schault, Flutkasten oder Eishaus entweder synonym verwendet oder sind ortsspezifisch. Während in Remscheid das Wort Eishaus gebräuchlich ist, wird im benachbarten Solingen überwiegend die Bezeichnung Schalt oder Schault verwendet. Beispiele hierfür sind unter anderem der Manuelskotten, der Steffenshammer, der Jasperskotten oder die Hundsschüppe.